# Ametiszt fényseregély
Az ametiszt fényseregély (Cinnyricinclus leucogaster)  a madarak osztályának verébalakúak (Passeriformes) rendjébe és a seregélyfélék (Sturnidae) családjába tartozó faj.

## Előfordulása
Angola, Benin, Botswana, Bissau-Guinea, Burkina Faso, Burundi, Csád, a Dél-afrikai Köztársaság, Elefántcsontpart, Dél-Szudán, Dzsibuti, Eritrea, Etiópia, Gabon, Gambia, Ghána, Guinea, Kamerun, Kenya, a Kongói Köztársaság, a Kongói Demokratikus Köztársaság, a Közép-afrikai Köztársaság, Libéria, Malawi, Mali, Mozambik, Namíbia, Niger, Nigéria, Ruanda, Szenegál, Sierra Leone, Szomália, Szudán, Szváziföld, Tanzánia, Togo, Uganda, Jemen, Zambia, Zimbabwe területén honos.
Kóborlásai során eljut Izraelbe, Lesothóba, Mauritániába, az Egyesült Arab Emírségekbe is.
Természetes élőhelye víz közeli erdőkben van.

## Alfajai
- Cinnyricinclus leucogaster leucogaster (Boddaert, 1783)
- Cinnyricinclus leucogaster arabicus C. H. B. Grant & Mackworth-Praed, 1942
- Cinnyricinclus leucogaster verreauxi (Bocage, 1870)

## Megjelenése
Testhossza 18 centiméter, testtömege 45 gramm. A hím feje, torka és háta lila, hasi része fehér, a tojó háta barna, hasi része fehér, barna mintázattal. Termetre körülbelül a mi énekesrigónk kétharmada. A fiatal hím az első vedlésig tojónak néz ki, a fiókatoll a nőstények mintázatát utánozza. Segítségünkre lehet ilyenkor a nem meghatározásában, hogy hasonlóan számos más seregélyféléhez a tojóknak itt is van egy jellegzetes sárga gyűrű az írisze körül.
|  |  |

## Életmódja
Igen kíváncsi természetű, élénk mozgású madár. Táplálékét keresgélve a talajon is felforgat mindent levelet, fadarabot, de növényeken is aprólékosan átnézi a levelek fonákját is hernyók, termetesebb levéltetvek után kutakodva. 
Zömmel rovarokkal (lepke, méh, darázs, hangya hernyók és sáskafélék) táplálkozik, de jelentős mennyiségben, úgy a napi táplálék harmadában gyümölcsöt is fogyaszt.
Fogságban alma, szőlő, őszibarack kiválóan megfelel neki, rovarból pedig sáskaféléket, apró csótányt, lisztkukacot, viaszmolyt adhatunk neki. Nagy kedvence a selyemhernyó, vagy bármi egy termetes és puha hernyóféle. Napi fürdést igényel. Trópusi madárként 20 Celsius-fok alatti hőmérsékleten nem érzi jól magát.
Odúban költ, amit levelekkel bélel. Mindkét nem énekel, de a csak a hím hallatja  sárgarigóéra erősen hasonló fuvolázó hangot.